# Турецкое военное кладбище (Севастополь)
Турецкое военное кладбище (укр. Турецьке військове кладовище) — кладбище военнослужащих Османской империи, которые погибли во время Крымской войны (1854—1856). Расположено в Севастополе в Килен-балке близ микрорайона Дергачи (Нахимовский район). Рядом с кладбищем проходит Лабораторное шоссе. Открыт в 2004 году.
Объект культурного наследия регионального значения.

## История
Во время Крымской войны 1854—1855 годов в верховье Килен-балки располагался лагерь дивизии Осман-паши, выполнявший роль резерва для английской и французских армий. В общей сложности за время крымской кампании Османская империя понесла потери убитыми около 35 тысяч человек, из которых 24,5 тысячи скончались от болезней. Погибших хоронили вблизи лагерей. Захоронения османских солдат известны вблизи Балаклавы, Кади-Коя и Камышовой бухты.
После окончания войны власти Османской империи, в отличие от Британии и Франции, не участвовали в увековечивании памяти своих павших солдат. Места захоронения не были ограждены и даже не нанесены на карты. Единственным документом, где обозначено турецкое захоронение, является план «Окрестности городов Севастополя, Камыша и Балаклавы в 1854—1855 гг.», составленный штабс-капитаном Мотковым.
Впервые вопрос о создании турецкого кладбища был поднял в 1914 году. Тогда власти Османской империи рекомендовали консулу в Севастополе начать переговоры с владельцем участка в Балаклаве, где захоронены их соотечественники, с целью дальнейшего выкупа и обустройства мемориала. Позднее было решено перенести останки и возвести османский мемориал близ французского военного кладбища, но эта задумка не была реализована из-за начавшейся Первой мировой войны.
В 1980-х годах при земляных работах у садового товарищества «Бодрость» было выявлено обозначенное на карте Моткова захоронение.
Согласно указу президента Украины Леонида Кучмы от 22 июля 2003 «О 150-летии Восточной (Крымской) войны 1853—1856 годов» было решено на месте обнаруженного захоронения соорудить мемориал. Памятник на этом месте был открыт 10 сентября 2004 года на средства Турции. Архитектором памятника выступил Юрий Олейник. Работы проводили строители Черноморского флота и предприятие «Озеленитель». Перед началом работ тут были перезахоронены останки турок из близлежащих местностей. На открытии памятника турецкую делегацию представлял командующий военно-морскими силами адмирал Озден Орнек.
Мемориал представляет собой обелиск высотой 7,8 метра из белого мрамора, основа которого сделана из габбро. На верхушке обелиска изображена звезда и полумесяц. На памятнике высечена надпись на турецком и украинском языках: «Священной памяти турецких солдат, которые полегли в Крымской войне 1853—1856 годов. Мир их душам» Сам памятник ограждён цепью с двумя пилонами из белого турецкого мрамора «милас».
По распоряжению Севастопольской городской государственной администрации от 18 декабря 2003 года мемориал входит в перечень объектов культурного наследия регионального значения, расположенных на территории города Севастополя. Приказом от 6 декабря 2017 года памятник был зарегистрирован в списке Министерства культуры Российской Федерации.
Спустя более чем 15 лет после открытия памятник пришёл в запустение. В 2021 году власти города обратились к Турции с предложением заключить межправительственное соглашение и взять на себя расходы по содержанию мемориала. По состоянию на 2022 год за кладбищем надзор осуществляет Специализированная служба похоронного дела, имеющая средства лишь на санитарный уход. Управления охраны объектов культурного наследия города Севастополя (Севнаследие) оценивает состояние памятника как «удовлетворительное».